# Фиррель
Фиррель (нем. Firrel) — община в Германии, в земле Нижняя Саксония.
Входит в состав района Лер. Подчиняется управлению Хезель. Население составляет 845 человек (на 31 декабря 2010 года). Занимает площадь 8,26 км².
| Год  | Население |
| ---- | --------- |
| 1990 | 684       |
| 1995 | 726       |
| 2000 | 794       |
| 2005 | 807       |
| 2010 | 827       |